# Lestiou
Lestiou är en kommun i departementet Loir-et-Cher i regionen Centre-Val de Loire i de centrala delarna av Frankrike. Kommunen ligger i kantonen Mer som tillhör arrondissementet Blois. År 2022 hade Lestiou 288 invånare.

## Befolkningsutveckling
Antalet invånare i kommunen Lestiou
| Referens: INSEE |